# Heinrich Overesch
Heinrich Overesch (* 6. September 1909 in Ennigerloh; † 4. Oktober 1990) war ein deutscher Politiker und Landtagsabgeordneter der CDU.

## Leben und Beruf
Nach dem Besuch der Volksschule und des Gymnasiums mit dem Abschluss Abitur studierte er Rechts- und Staatswissenschaften an den Universitäten Heidelberg, Münster, Berlin und Göttingen. Von 1931 bis 1932 war er Mitglied der katholischen Studentenverbindung KDStV Arminia Heidelberg im CV. Ab 1947 war er als Rechtsanwalt und ab 1959 auch als Notar tätig.
1949 trat er der CDU bei. Er war in zahlreichen Gremien der Partei aktiv. 

## Abgeordneter
Vom 21. Juli 1958 bis zum 23. Juli 1966 war Overesch Mitglied des Landtags des Landes Nordrhein-Westfalen. Er wurde jeweils im Wahlkreis 084 Beckum-West direkt gewählt. Dem Stadtrat der Stadt Ahlen und dem Kreistag des Landkreises Beckum gehörte er zeitweise an.